# 죽화초등학교
죽화초등학교는 대한민국 경기도 안성시에 있는 공립 초등학교이다.

## 학교 연혁
- 1932.04.01 죽화국민학교 강습소 설치
- 1944.05.06 죽화국민학교 개교
- 1962.09.25 방초분교 방초국민학교로 분리
- 1996.03.01 죽화초등학교로 교명 변경
- 2023.03.01 방초초등학교 통폐합